# Departamento de Saladas
Departamento de Saladas är en kommun i Argentina.   Den ligger i provinsen Corrientes, i den nordöstra delen av landet, 700 km norr om huvudstaden Buenos Aires. Antalet invånare är 21 470.
Omgivningarna runt Departamento de Saladas är huvudsakligen savann. Runt Departamento de Saladas är det glesbefolkat, med 12 invånare per kvadratkilometer.